# Selbstbildnis (Werefkin)
Das Selbstbildnis I von Marianne von Werefkin ist ein bekanntes expressionistisches Gemälde aus dem Jahr 1910. Es markiert in ihrem künstlerischen Werdegang die Abkehr von ihrer realistischen Malerei, die noch dem 19. Jahrhundert und ihrem Lehrer Ilja Repin verbunden war. Das Bild ist nach Ansicht von Kunsthistorikern eins der bedeutendsten Werke der Malerin. Heute gehört es zur Sammlung der Städtischen Galerie im Lenbachhaus in München.

## Beschreibung
Das Gemälde ist in der Maltechnik Tempera auf Papier und Pappe ausgeführt und hat die Maße 51 × 34 cm.
Mit strengem Blick ist den Betrachtern im Dreiviertelprofil das Gesicht einer 50-jährigen Frau zugewandt, das nichts von Eitelkeit hat, das nichts beschönigt oder verbirgt und offen die Spuren des Erlebten zeigt. Es symbolisiert aber auch das neue Selbstvertrauen, das Marianne von Werefkin gewonnen hat, nachdem sie 1906 nach zehnjähriger Pause wieder angefangen hat zu malen und ihren mit dunklen Farbtönen gemalten realistischen Stil, der noch dem 19. Jahrhundert zugewandt war und an ihren Lehrer Ilja Repin erinnert, überwinden konnte. Ihr letztes Selbstbildnis in Matrosenbluse (69 × 51 cm, Öl auf Leinwand, heute in der Fondazione Marianne Werefkin – Museo communale d’arte moderna, Ascona) stammt aus dem Jahr 1893. Danach hat sie sich in ihrer Malpause und mit der Beschäftigung und der Förderung ihres Freundes und Schülers Alexej von Jawlensky theoretisch weitergebildet und sich zur expressionistischen Malerin entwickelt. Ab 1910 befand sie sich auf dem Höhepunkt ihrer künstlerischen Karriere.
Die leuchtende Farbigkeit dieses Selbstporträts erinnert an ihre neuen künstlerischen Vorbilder, deren Werke sie auf einer Reise nach Paris im Jahr 1906 kennen gelernt hatte. Es waren die Fauves, aber auch Vincent van Gogh und Paul Gauguin. An van Goghs Malduktus erinnert vor allem der etwas grobe Pinselstrich. Marianne von Werefkin hat sich für dieses Bild schön gemacht. Sie trägt einen modischen roten Hut mit Blume, ebenfalls rot ist die Kleidung auf der Brust unterhalb des Halses, aber vor allem ihre Wangen, ihre Lippen und besonders die eindrucksvollen roten Augen mit kleinen Pupillenöffnungen, die in Verbindung mit den zirkumflexförmigen Augenbrauen einen äußerst strengen, fast dämonischen Blick zu vermitteln scheinen. Sie schreibt zur Farbigkeit ihrer Malerei: „Je starkfarbiger ein Eindruck ist, je weniger ist eine reale Form möglich.“ Alexej von Jawlensky schaffte es nach mehreren Versuchen erst zwei Jahre später ein ebenbürtiges Selbstbildnis herzustellen.
Die Augen sind das Auffälligste in dem Bild. Sie befinden sich an zentraler Stelle der Komposition und haben eine besondere Bedeutung. Marianne von Werefkin vertrat eine ganz eigene Vorstellung von Malerei; es ist ihre Philosophie vom erkennenden Sehen. Sie schrieb dazu: „Die Welt des Künstlers ist in seinem Auge, dieses wiederum schafft ihm seine Seele. Dieses Auge zu erziehen, um dadurch eine feine Seele zu erlangen, ist die höchste Pflicht des Künstlers.“ Rückblickend hat die Kunstgeschichte das Visionäre ihrer Kunst erkannt.

## Ausstellungen
- Marianne Werefkin – Vom Blauen Reiter zum Großen Bären. 12. April bis 6. Juli 2014, Städtische Galerie Bietigheim-Bissingen
- Marianne Werefkin – Vom Blauen Reiter zum Großen Bären. 20. Juli bis 5. Oktober 2014, Museen Böttcherstraße in Bremen